# Kaita (sjö i Sulkava, Södra Savolax)
Kaita är en sjö i kommunen Sulkava i landskapet Södra Savolax i Finland. Arean är 35 hektar och strandlinjen är 4,91 kilometer lång. Sjön  ingår i Vuoksens huvudavrinningsområde.   Den ligger omkring 62 kilometer öster om S:t Michel och omkring 260 kilometer nordöst om Helsingfors. 
Kaita ligger sydväst om Luomanen. 